# مارك إس. بروير
مارك إس. بروير هو محامي ودبلوماسي وسياسي أمريكي، ولد في 22 أكتوبر 1837، وتوفي في 18 مارس 1901. نشط حزبياً في الحزب الجمهوري. وقد انتخب عضو مجلس ولاية ميشيغان ‏ وانتخب عضو مجلس النواب الأمريكي ‏.